# Repräsentantenhaus (Thailand)

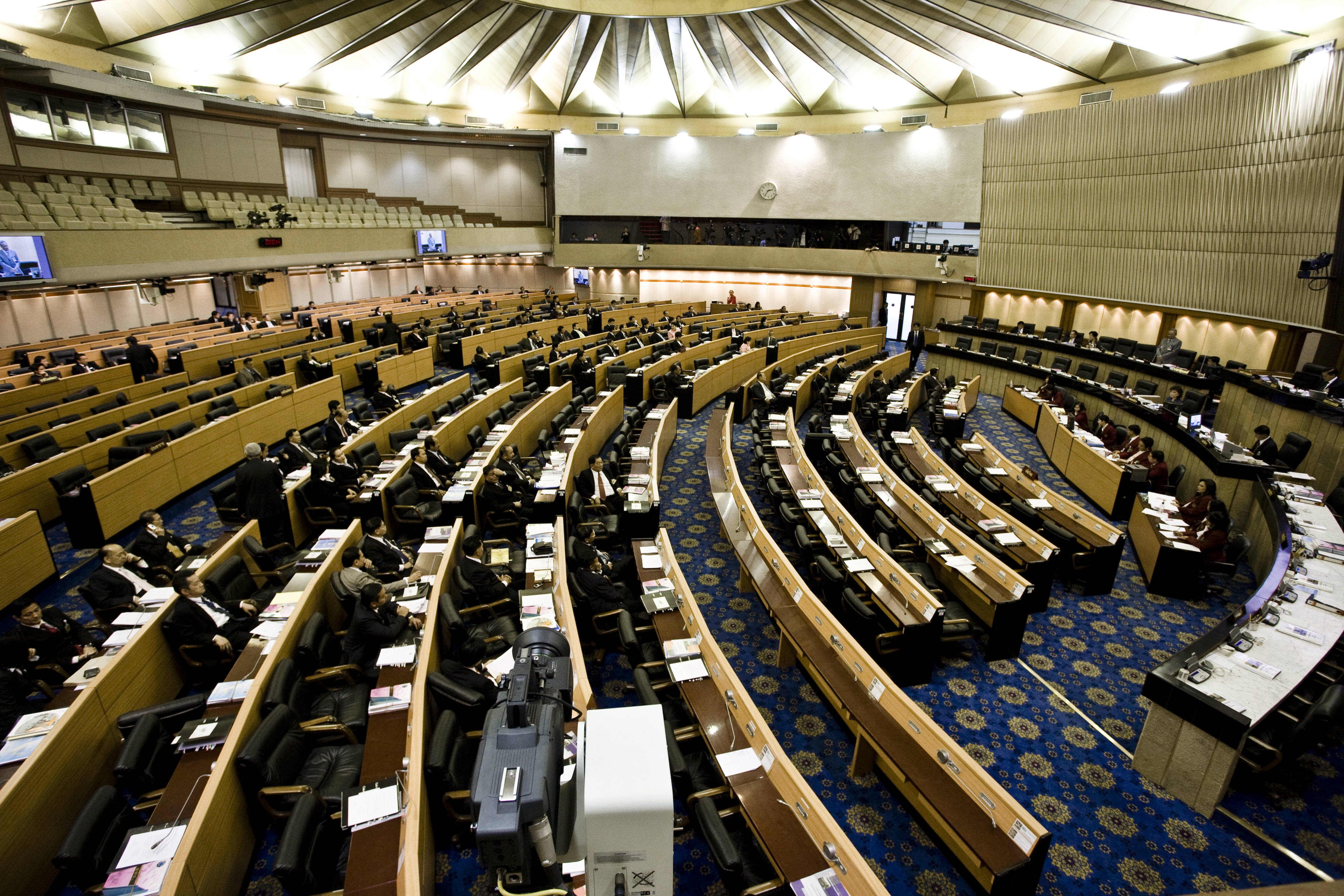
Plenarsaal im früheren Parlamentsgebäude (1974–2018)

Das thailändische Repräsentantenhaus (thailändisch: สภาผู้แทนราษฎรไทย, RTGS: Sapha Phu Thaen Ratsadon Thai) ist das Unterhaus der thailändischen Nationalversammlung und bildet zusammen mit dem Senat von Thailand das Zweikammersystem des Landes.
Nach der Verfassung von 2017 hat das Repräsentantenhaus 500 Mitglieder, von denen 350 in den Wahlkreisen nach einfacher Mehrheitswahl und 150 über Parteilisten nach Verhältniswahlrecht gewählt werden. Eine Amtsperiode beträgt 4 Jahre. Der König hat das Recht, das Repräsentantenhaus aufzulösen und eine vorgezogene Neuwahl anzuberaumen.
Der Sprecher des Repräsentantenhauses (seit 2023 Wan Muhamad Noor Matha) ist von Amts wegen zugleich Präsident der Nationalversammlung.

## Geschichte
Nach der siamesischen Revolution von 1932 war die thailändische Nationalversammlung zunächst ein Einkammerparlament. Ein Zweikammersystem mit dem Repräsentantenhaus als direkt gewähltem Unter- und dem Senat als indirekt gewähltem Oberhaus wurde erstmals nach der Verfassung von 1946 eingerichtet. Mit Orapin Chaiyakan von der Demokratischen Partei wurde 1949 erstmals eine Frau in das Repräsentantenhaus gewählt. Es folgten Phasen, in denen man vorübergehend zum Einkammersystem zurückkehrte (1952–59) oder in denen es infolge von Militärputschen überhaupt kein Parlament (1959–68, 1971–73) bzw. nur eine von der jeweiligen Junta eingesetzte „Legislativversammlung“ gab (1976–78, 1991–92, 2006–07).
Bis 1997 wurden alle Mitglieder der Nationalversammlung in den jeweiligen Wahlkreisen nach Mehrheitswahlrecht gewählt. Die Verfassung von 1997 führte ein gemischtes Wahlrecht ein, nach dem 100 der 500 Abgeordneten nach dem Verhältnisprinzip über Parteilisten gewählt wurden, die übrigen weiterhin nach dem Mehrheitsprinzip in den Wahlkreisen. Der Anteil der Parteilisten-Abgeordneten wurde in der Verfassung von 2007 auf 125 erhöht.
Während der Politischen Krise 2013/14 beantragte Ministerpräsidentin Yingluck Shinawatra im Dezember 2013 die Auflösung des Repräsentantenhauses. Die dadurch ausgelösten Neuwahlen am 2. Februar 2014 wurden jedoch vom Verfassungsgericht aufgrund massiver Störungen durch militante Regierungsgegner annulliert. Folglich gab es in dieser Zeit kein funktionsfähiges Parlament. Im Zuge des Militärputsches vom 22. Mai 2014 wurde die Nationalversammlung ganz aufgehoben. Unter der Interimsverfassung von Juli 2014 wurde sie durch eine Nationale Legislativversammlung mit 220 vom Militär ausgewählten Mitgliedern ersetzt.
Mit der Wahl im März 2019 wurde das Repräsentantenhaus nach der neuen Verfassung von 2017 wieder eingesetzt.

## Zusammensetzung und Wahlen

Zusammensetzung des Repräsentantenhauses (Stand September 2020):
rot – Pheu Thai (134);
mittelblau – Phalang Pracharat (121);
dunkelblau – Bhumjaithai (61);
orange – Fortschrittspartei (54);
hellblau: Demokraten (52);
rosa – Chartthaipattana (12);
Sonstige (55)

### Wahlen
Die Wahlen finden seit 2019 alle 4 Jahre statt. Die erste Wahl war am 24. März 2019. Die Kammer wurde zwei Monate später mit einer Rede von König Rama X. (Maha Vajiralongkorn) eröffnet. Am 25. Mai 2019 wählten die Abgeordneten Chuan Leekpai (Demokratische Partei) zum Sprecher des Repräsentantenhauses.
Zuletzt wurde am 14. Mai 2023 gewählt. Sechs Wochen später eröffnete König Maha Vajiralongkorn das Parlament. Sprecher des Repräsentantenhauses wurde Wan Muhamad Noor Matha.

### Zusammensetzung
Zusammensetzung des Repräsentantenhauses nach den Wahlen vom 24. März 2019
| Partei                   | Kürzel          | Stimmen (Parteiliste) | %       | Sitze (Wahlkreise) | Sitze (Parteiliste) | Sitze (gesamt) |
| ------------------------ | --------------- | --------------------- | ------- | ------------------ | ------------------- | -------------- |
| Phalang-Pracharat-Partei | PPRP            | 8.433.137             | 23,7 %  | 97                 | 19                  | 116            |
| Pheu-Thai-Partei         | PTP             | 7.920.630             | 22,3 %  | 136                | 0                   | 136            |
| Partei Neue Zukunft      | FFP             | 6.265.950             | 17,6 %  | 31                 | 50                  | 81             |
| Demokratische Partei     | DP              | 3.947.726             | 11,1 %  | 33                 | 20                  | 53             |
| Bhumjaithai-Partei       | BJT             | 3.732.883             | 10,5 %  | 39                 | 12                  | 51             |
| Seri-Ruam-Thai-Partei    | SRT             | 826.530               | 2,3 %   | 0                  | 10                  | 10             |
| Chartthaipattana-Partei  | CP              | 782.031               | 2,2 %   | 6                  | 4                   | 10             |
| Sonstige                 | Sonst           | 3.623.760             | 10,2 %  | 8                  | 36                  | 44             |
| Gültige Stimmen          | Gültige Stimmen | 35.532.647            | 100,0 % | 350                | 150                 | 500            |
| Gegen alle               | Gegen alle      | 605.392               | 1,6 %   | –                  | –                   | –              |
| Ungültig                 | Ungültig        | 2.130.327             | 5,6 %   | –                  | –                   | –              |
| Wahlbeteiligung          | Wahlbeteiligung | 38.268.366            | 74,7 %  | –                  | –                   | –              |

Die Regierung wird von Phalang-Pracharat-, Bhumjaithai-, Demokratischer, Chartthaipattana- sowie 15 kleineren Parteien gestellt und hatte zunächst nur eine Mehrheit von 251 Sitzen. Größte Oppositionsfraktion ist die Pheu Thai. Ihr Vorsitzender Sompong Amornwiwat hat die Position des Oppositionsführers im Repräsentantenhaus inne.
Die oppositionelle Partei Neue Zukunft wurde am 21. Februar 2020 vom Verfassungsgericht aufgelöst und ihre Führungspersonen für zehn Jahre von allen politischen Ämtern ausgeschlossen. Die meisten verbliebenen Abgeordneten der Partei schlossen sich danach der Fortschrittspartei an, die als faktische Nachfolgepartei gilt. Neun Abgeordnete wechselten hingegen zur Bhumjaithai-Partei. Die Mehrheit der Regierungsparteien wurde dadurch ausgebaut.